# Box-and-one
Box-and-one – jeden z typów obrony w koszykówce, który jest hybrydą  krycia indywidualnego (każdy gracz obronny jest odpowiedzialny za krycie jednego gracza drugiej drużyny) oraz obrony strefowej (każdy gracz defensywny jest odpowiedzialny za określoną strefę).
W obronie box-and-one czterech graczy rozgrywa obronę strefową i ustawia się w strefie chroniącej kosz. Piąty gracz stosuje natomiast krycie indywidualne, zazwyczaj kryjąc najlepszego gracza ofensywnego w drużynie przeciwnej.
Obrona typu box-and-one jest zwykle stosowana przeciwko drużynom z jednym dominującym graczem zdobywającym punkty. Przykładem jej zastosowania mogą być spotkania Finałów NBA 2019 pomiędzy Toronto Raptors i Golden State Warriors, gdzie ten typ obrony zastosowany został przez kanadyjską drużynę. Stephen Curry otrzymał indywidualne krycie, co znacznie utrudniło mu rozgrywanie piłki i zdobywanie punktów z rzutów za trzy. 